# Slow Start (manga)
Slow Start (スロウスタート?, Surou Sutāto) è un manga yonkoma scritto e disegnato da Yuiko Tokumi, serializzato sul Manga Time Kirara di Hōbunsha dal 2013. Un adattamento anime, prodotto da A-1 Pictures, è andato in onda in Giappone dal 6 gennaio 2018.

## Personaggi
Hana Ichinose (一之瀬 花名?, Ichinose Hana)
Doppiata da: Reina Kondō
Eiko Tokura (十倉 栄依子?, Tokura Eiko)
Doppiata da: Tomomi Mineuchi
Kamuri Sengoku (千石 冠?, Sengoku Kamuri)
Doppiata da: Maria Naganawa
Tamate Momochi (百地 たまて?, Momochi Tamate)
Doppiata da: Ayasa Itō

## Media

### Manga
Il manga, scritto e disegnato da Yuiko Tokumi, ha iniziato la serializzazione sulla rivista Manga Time Kirara di Hōbunsha nel 2013. Il primo volume tankōbon è stato pubblicato il 27 agosto 2014 e al 27 giugno 2017 ne sono stati messi in vendita in tutto quattro.

### Anime
Annunciato il 9 maggio 2017 sul Manga Time Kirara di Hōbunsha, un adattamento anime, prodotto da A-1 Pictures e diretto da Hiroyuki Hashimoto, è andato in onda dal 6 gennaio al 25 marzo 2018. La composizione della serie è stata affidata a Mio Inoue, mentre il character design è stato sviluppato da Masato Yasuno. Le sigle di apertura e chiusura sono rispettivamente ne! ne! ne! di Reina Kondō, Ayasa Itō, Tomomi Mineuchi e Maria Naganawa e Kaze no koe o kikinagara (風の声を聴きながら?) dei Sangatsu no Phantasia. La serie è stata trasmessa in streaming in simulcast da Aniplex of America su Crunchyroll.

#### Episodi
| Nº | Titolo italiano Giapponese 「Kanji」 - Rōmaji                             | In onda          | In onda |
| Nº | Titolo italiano Giapponese 「Kanji」 - Rōmaji                             | Giapponese       |         |
| 1  | Col batticuore degli inizi 「はじまりのどきどき」 - Hajimari no Dokidoki  | 7 gennaio 2018   |         |
| 2  | Col fiatone 「うんどうのはぁはぁ」 - Undō no Haa haa                      | 14 gennaio 2018  |         |
| 3  | Pioggia di lacrime 「なみだのぽろぽろ」 - Namida no Poroporo              | 21 gennaio 2018  |         |
| 4  | Primo raduno al 2º piano 「2階のプレミア大会」 - Ni-kai no Puremia Taikai | 28 gennaio 2018  |         |
| 5  | La sofficità di Kamuri 「かむりのふわふわ」 - Kamuri no Fuwafuwa          | 4 febbraio 2018  |         |
| 6  | Scivolosità di un'Anguilla 「うなぎのぬるぬる」 - Unagi no Nurunuru       | 11 febbraio 2018 |         |
| 7  | Coi polsi legati 「ぐるぐるのてくび」 - Guruguru no Tekubi                | 18 febbraio 2018 |         |
| 8  | Le Amiche di Hana 「はなのともだち」 - Hana no Tomodachi                  | 25 febbraio 2018 |         |
| 9  | Il costume da bagno del Gorilla 「ゴリラのみずぎ」 - Gorira no Mizugi     | 4 marzo 2018     |         |
| 10 | Lo squalo della cugina 「サメのいとこ」 - Same no Itoko                   | 11 marzo 2018    |         |
| 11 | La Festa del Pomodoro 「トマトのまつり」 - Tomato no Matsuri              | 18 marzo 2018    |         |
| 12 | Partendo lentamente 「スロウのスタート」 - Surō no Sutāto                 | 25 marzo 2018    |         |